# Ardo Hansson

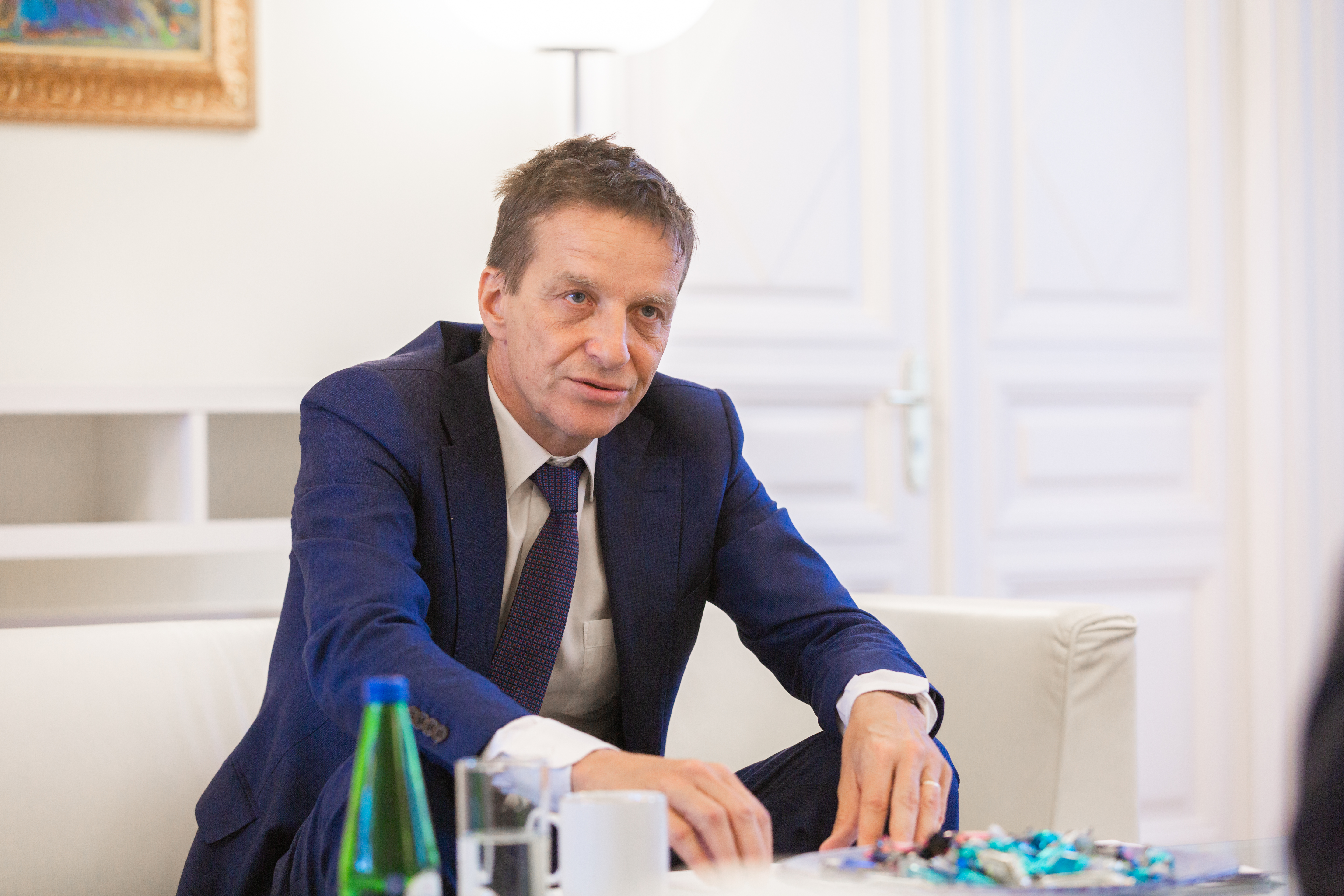
Ardo Hansson, 2020

Ardo Hansson (Chicago, 15 juli 1958) is een Ests-Amerikaans econoom en centraal bankier. 
Sinds juni 2012 is hij de president van de Estse centrale bank (Eesti Pank).

## Leven
Ardo Hansson heeft zowel de Estse als de Amerikaanse nationaliteit. Hij is in de economie gepromoveerd aan Harvard University. Nadat hij eerst op universitair niveau had gewerkt, werkte hij in 1991-1992 als adviseur voor het Estse ministerie van Buitenlandse Zaken en van 1992-1995 en ook 1997 als adviseur van de Estse minister-president.
Van 1993-1998 was hij lid van de raad van commissarissen van de Estse Centrale Bank. Hij was lid van het comité voor monetaire hervorming in Estland en wordt beschouwd als de grondlegger van het plan om de Estische kroon aan de Duitse mark te koppelen.
Van 1998 tot 2012 werkte hij als econoom bij de Wereldbank. Hij hield zich daar bezig met Oost-Europa, de Balkan en China. Op 7 juni 2012 werd Hansson als opvolger van Andres Lipstok tot president van de Estse Centrale Bank benoemd. In deze rol is hij lid van de raad van bestuur van de Europese Centrale Bank

### Kwantitatieve versoepeling 2015
Op 22 januari 2015 was hij een van de vijf leden van het ECB-bestuur die niet instemden met het stimuleringspakket van de Europese Centrale Bank om vanaf de lente van 2015 tot de herfst van 2016 voor zo'n 1000 miljard euro aan voornamelijk staatsobligaties op te kopen.

## Voetnoten
1. ↑  Gearchiveerde kopie. Gearchiveerd op 24 september 2019. Geraadpleegd op 23 januari 2015.
2. ↑  Estonia’s Hansson Makes His Influence Felt With ECB, Wall Street Journal van 21 september 2012. Gearchiveerd op 1 juni 2016.